# 山辺芳宣
山辺 芳宣（山邊 芳宣、やまべ よしのぶ、1941年2月1日 - ）は、日本の政治家。元石川県羽咋市長（3期）、元羽咋市議会議員（4期）。

## 来歴
1959年（昭和34年）3月、石川県立羽咋高等学校卒業。
1986年（昭和61年）から株式会社八幡（本社：羽咋市）で総務部長などを務め、1993年（平成5年）6月30日に退社。同年の羽咋市議会議員選挙に初当選した。2004年（平成16年）3月24日から2005年（平成17年）2月22日まで議長を務めた。
2008年（平成20年）9月26日、市議を辞職。同年10月の羽咋市長選挙で初当選し、11月1日に市長就任。2012年（平成24年）、2016年（平成28年）の選挙で再選した。
2020年（令和2年）6月10日の市議会定例会で、同年秋の市長選に出馬しない考えを表明した。後継については白紙とし、自身に近い勢力と市長から距離をおく自民系勢力との間での候補者一本化を望んだ。しかし両勢力で候補者は一本化されず一騎打ちとなり、元副市長の備後克則を支援した。
同年10月31日に退任した。後任は岸博一。
2021年11月3日、秋の叙勲において旭日小綬章を受章。

## 市長選の結果
2008年羽咋市長選挙
2008年（平成20年）10月5日執行。自民党・公明党の推薦を受けた現職市長の橋中義憲を破り初当選。
※当日有権者数：20,349人 最終投票率：77.44%（前回比：pts）
| 候補者名 | 年齢 | 所属党派 | 新旧別 | 得票数  | 得票率 | 推薦・支持                 |
| -------- | ---- | -------- | ------ | ------- | ------ | -------------------------- |
| 山辺芳宣 | 67   | 無所属   | 新     | 8,135票 | 52.10% |                            |
| 橋中義憲 | 59   | 無所属   | 現     | 7,479票 | 47.90% | （推薦）自由民主党・公明党 |

2012年羽咋市長選挙
2012年（平成24年）10月7日執行。連合石川の推薦を受けて出馬。自民党・公明党の支持を受けた前市議の山本泰夫を破り再選。
※当日有権者数：19,639人 最終投票率：80.51%（前回比：+3.07pts）
| 候補者名 | 年齢 | 所属党派 | 新旧別 | 得票数  | 得票率 | 推薦・支持                 |
| -------- | ---- | -------- | ------ | ------- | ------ | -------------------------- |
| 山辺芳宣 | 71   | 無所属   | 現     | 8,362票 | 53.34% | （推薦）連合石川           |
| 山本泰夫 | 63   | 無所属   | 新     | 7,314票 | 46.66% | （支持）自由民主党・公明党 |

2016年羽咋市長選挙
2016年（平成28年）10月2日執行。元羽咋市教育次長の岸博一を破り3選。
※当日有権者数：19,334人 最終投票率：75.81%（前回比：-4.7pts）
| 候補者名 | 年齢 | 所属党派 | 新旧別 | 得票数  | 得票率 | 推薦・支持 |
| -------- | ---- | -------- | ------ | ------- | ------ | ---------- |
| 山辺芳宣 | 75   | 無所属   | 現     | 7,528票 | 51.76% |            |
| 岸博一   | 61   | 無所属   | 新     | 7,017票 | 48.24% |            |